# Betaina-aldeide deidrogenasi
La betaina-aldeide deidrogenasi è un enzima appartenente alla classe delle ossidoreduttasi, che catalizza la seguente reazione:
betaina aldeide + NAD+ + H2O ⇄ betaina + NADH + 2 H+
L'enzima prende parte ad un complesso multienzimatico che ossida anzitutto la colina a betaina aldeide. In molti batteri, piante ed animali, la betaina viene sintetizzata in due passaggi:
1. conversione di colina a betaina aldeide;
2. conversione di betaina aldeide a betaina.

Nella prima reazione possono essere coinvolti diversi enzimi. Negli animali ed in molti batteri, essa è catalizzata dalla colina deidrogenasi o dalla colina ossidasi. Nelle piante, la reazione è invece catalizzata dalla colina monoossigenasi. Questo enzima è invece coinvolto nel secondo passaggio, ed è lo stesso in piante, animali e batteri. Solo in alcuni batteri, la betaina è sintetizzata dalla glicina attraverso l'azione degli enzimi glicina/sarcosina N-metiltransferasi e sarcosina/dimetilglicina N-metiltransferasi.